# La Parka II
Jesus Alfonso Huerta Escoboza (Hermosillo, 4 gennaio 1966 – Hermosillo, 11 gennaio 2020) è stato un wrestler messicano.
Lottava nella Asistencia Asesoría y Administración con il nome di LA Parka, ma non è il primo ad aver vestito i panni di LA Parka che veste dal 2003 quando il primo LA Parka, Adolfo Tapia, passò alla CMLL e fu costretto ad usare il nome di LA Park e a Huerta gli fu assegnata la gimmick di LA Parka. Prima di allora era noto con gli pseudonimi di LA Parka jr., La Parka II e Kharis la Momia.
Feritosi gravemente durante uno show della federazione Kaoz Lucha Libre a ottobre 2019, nel quale aveva riportato la rottura dell'osso del collo, è deceduto per le conseguenze di questo infortunio a gennaio 2020 all'età di 54 anni.